# واترلو (اورگن)
واترلو (به انگلیسی: Waterloo) شهری در شهرستان لین ایالت اورگن است و در سرشماری سال ۲۰۱۱ میلادی، ۲۲۹ نفر جمعیت داشته که نسبت به سال ۲۰۱۰، ۰٫۴۴ درصد رشد جمعیت داشته‌است.

## موقعیت جغرافیایی
موقعیت جغرافیایی شهرها و مناطق اطراف به شرح زیر است: